# Ліпники (Маковський повіт)
Ліпники (пол. Lipniki) — село в Польщі, у гміні Червонка Маковського повіту Мазовецького воєводства.
Населення — 62 особи (2011).
У 1975-1998 роках село належало до Остроленцького воєводства.
Розташоване за 4 км на схід від Червонки, за 12 км на схід від Макув-Мазовецького, за 78 км на північ від Варшави.

## Демографія
Демографічна структура станом на 31 березня 2011 року:
|          | Загалом | Допрацездатний вік | Працездатний вік | Постпрацездатний вік |
| -------- | ------- | ------------------ | ---------------- | -------------------- |
| Чоловіки | 30      | 9                  | 17               | 4                    |
| Жінки    | 32      | 13                 | 11               | 8                    |
| Разом    | 62      | 22                 | 28               | 12                   |